# Szlarniki
Szlarniki (Zosteropidae) – rodzina ptaków z podrzędu śpiewających (Oscines) w obrębie rzędu wróblowych (Passeriformes). Obejmuje ponad 130 gatunków ptaków występujących w rejonach tropikalnych i subtropikalnych Afryki, Azji i Australazji, niekiedy także w rejonach o klimacie umiarkowanym (np. we wschodniej Azji). Są one również obecne na wielu wyspach Oceanu Indyjskiego i Spokojnego. Wiele gatunków szlarników to endemity poszczególnych wysp tych oceanów.

## Charakterystyka
Są to małe ptaki, z których większość ubarwiona jest w nierzucające się w oczy odcienie zieleni i żółci. Cechą charakterystyczną dla tej grupy jest obrączka wokół oczu, przypominająca szlarę, stąd nazwa rodziny.
Są to ptaki bardzo towarzyskie. Poza sezonem lęgowym formują duże stada. Gniazda budują na drzewach, składają 2–4 bladoniebieskie jaja. Są w głównej mierze owadożerne, ale odżywiają się również nektarem i różnego rodzaju owocami.

## Systematyka
Klasyfikacja rodziny nie jest ustabilizowana. Badania genetyczne przeprowadzone przez Sibley & Ahlquist (1990), Barker i in. (2002) i Cibois i in. (2003) wskazują na bliskie pokrewieństwo szlarników z rodziną tymaliowatych (Timaliidae). Wyniki tych badań sugerują, że szlarniki tworzą klad z rodzajem Yuhina (zaliczanym wówczas do tymaliowatych), dlatego rozważano umieszczenie szlarników jako podrodziny Zosteropinae w tymaliowatych. Dokładniejsze określenie relacji pokrewieństwa pomiędzy tymi dwiema grupami (Timaliidae i Zosteropidae) wymaga dalszych badań. Obecnie (2020) do rodziny szlarników zaliczane są następujące rodzaje:
- Parayuhina Cai, Cibois, Alström, Moyle, Kennedy, Shao, Zhang, Irestedt, Ericson, Gelang, Qu, Lei & Fjeldså, 2019 – jedynym przedstawicielem jest Parayuhina diademata (J. Verreaux, 1869) – czupurnik diademowy
- Staphida Gould, 1871
- Yuhina Hodgson, 1836
- Apalopteron Bonaparte, 1854 – jedynym przedstawicielem jest Apalopteron familiare (von Kittlitz, 1830) – boninka
- Cleptornis Oustalet, 1889 – jedynym przedstawicielem jest Cleptornis marchei (Oustalet, 1889) – złotoszlarnik
- Dasycrotapha Tweeddale, 1878 – jedynym przedstawicielem jest Dasycrotapha speciosa Tweeddale, 1878 – cierniofilipinek złotoczelny
- Stictocerthia Sangster, Vinciguerra, Gaudin & Andersen, 2023
- Sterrhoptilus Oberholser, 1918
- Zosterornis Ogilvie-Grant, 1894
- Heleia Hartlaub, 1865
- Tephrozosterops Stresemann, 1931 – jedynym przedstawicielem jest Tephrozosterops stalkeri (Ogilvie-Grant, 1910) – szlarnik dwubarwny
- Zosterops Vigors & Horsfield, 1827

Rodzaje o bliżej nieokreślonym pokrewieństwie (incertae sedis):
- Rukia Momiyama, 1922